# Gnophaela discreta
Gnophaela discreta là một loài bướm đêm thuộc phân họ Arctiinae, họ Erebidae.